# Антонов Антон Антонович
Анто́нов Анто́н Анто́нович (1919, Родниківка — 1944, Ташлик)  — кулеметник 290-го гвардійського стрілецького полку 95-ї гвардійської Полтавської ордена Леніна, Червонопрапорної, орденів Суворова і Богдана Хмельницького 2-го ступеня стрілецької дивізії 5-ї гвардійської армії 2-го Українського фронту, Герой Радянського Союзу (1944), рядовий.

## Біографія
Антон Антонович Антонов народився в 1919 році в селі Родниківка Олександрівського району Кіровоградської області в селянській родині. Українець. Безпартійний. В дитячому віці переїхав з родиною в Кропивницький. Після закінчення школи, навчався в школі ФЗУ.
Трудову діяльність розпочав токарем в механічному цеху заводу сільськогосподарського машинобудування «Червона Зірка».
В період з 1941 по 1943 роки перебував на тимчасово окупованій фашистами території, мешкаючи разом з сім'єю на станції Балашівка (тепер в межі міста Кропивницький).
15 січня 1944 року призваний Кіровоградським РВК до лав Червоної Армії. Службу проходив на посаді кулеметника стрілецького батальйону 290-го гвардійського стрілецького полку 95-ї гвардійської стрілецької дивізії. Брав участь у визволенні Кіровоградської, Миколаївської, Одеської областей України та Молдавії.
24 березня 1944 року під час форсування річки Південний Буг в районі села Чаусове Первомайського району Одеської (тепер Миколаївської) області гвардії рядовий Антонов з ручним кулеметом першим переправився на правий берег і вогнем прикрив просування інших підрозділів. За цей бій був нагороджений орденом Леніна.
В ніч на 13 квітня 1944 року переправився разом зі своїм відділенням на правий берег річки Дністер в районі села Ташлик Григоріопольського району Молдавії і, захопивши плацдарм, відбив кілька атак ворога. В критичний момент підняв бійців у атаку і був смертельно поранений осколком міни.
Указом Президії Верховної Ради СРСР від 13 вересня 1944 року Антонову Антону Антоновичу посмертно присвоєно звання Героя Радянського Союзу.
Похований на цивільному кладовищі села Ташлик Григоріопольського району Республіки Молдова.